# Mesembrius cyanipennis
Mesembrius cyanipennis är en tvåvingeart som först beskrevs av Mario Bezzi 1915.  Mesembrius cyanipennis ingår i släktet Mesembrius och familjen blomflugor. Inga underarter finns listade i Catalogue of Life.